# Elaphodelphax capeneria
Elaphodelphax capeneria är en insektsart som beskrevs av Dlabola 1965. Elaphodelphax capeneria ingår i släktet Elaphodelphax och familjen sporrstritar. Inga underarter finns listade i Catalogue of Life.